# Johann Andreas Gärtner
Johann Andreas Gärtner (auch kurz Andreas Gärtner genannt; * 6. August 1744 in Dresden; † 5. November 1826 in München) war ein deutscher Architekt, der als einer der frühen Vermittler der französischen Revolutionsarchitektur gilt. Er wirkte unter anderem als Hofarchitekt in Bayern.

## Familie
Er wurde als 2. Sohn des königlich-polnischen und kurfürstlich sächsischen Hof-Modelltischlers Johann Gärtner (1694–1759) geboren.
Die Familie Gärtner hatte bedeutende Hofmechaniker, Hoftischler und Modellbaumeister am sächsischen Hof hervorgebracht. Ihr berühmtester Vertreter war der Großonkel Andreas Gärtner (1654–1727), von dem Johann Andreas Gärtner auch seinen zweiten Vornamen erhielt. Andreas Gärtner wurde von den Zeitgenossen als „sächsischer Archimedes“ verehrt und war berühmt für seine Produkte der Mechanik und der Möbelkunst, als Hersteller von Architekturmodellen und als Verfasser von Hinweisen zur Baukunst.
1785 heiratete Johann Andreas Gärtner Barbara Sachs (1765–1818) aus Würzburg, Tochter von Friedrich Sachs, Pagenhofmeister und Konsulent am kaiserlichen Landgericht. Nach zwei Töchtern wurde am 10. Dezember 1791 der Sohn Friedrich Gärtner geboren, einer der bedeutendsten Architekten des deutschen Klassizismus.

## Berufliche Entwicklung
Nach Aufenthalten auf den Gütern des Grafen Minscek in Dukla (Polen) von 1764 bis 1770 und Wien (Studium des Ingenieurwesen) lebt Johann Andreas Gärtner von 1773 bis 1782 in Paris. Dort wird er Mitarbeiter im Büro des Architekten Jean Francois Therese Chalgrin (1739–1811), einem der wichtigsten und einflussreichsten Architekten der Zeit: Nachdem Chalgrin den Grand Prix der Academie d’Architecture gewonnen hatte, übersiedelte er von 1759 bis 1763 nach Rom. 1763 war er Inspecteur des travaux de la ville de Paris, 1770 Mitglied der Academie d’Architecture geworden und 1779 übernahm Chalgrin das Amt des Intendanten des Comte d’Artois (jüngerer Bruder König Ludwig XVI).
Im Januar 1783 unterzeichnet Gärtner seinen Anstellungsvertrag als Bauführer bei der Errichtung des neuen kurtrierischen Residenzschlosses in Koblenz. Dort steigt er zum Hofbaudirektor Kurtriers auf. Mit der Flucht des Kurfürsten vor den herannahenden französischen Revolutionstruppen 1794 verlässt Johann Andreas Gärtner Koblenz und findet Zuflucht in der Heimatstadt seiner Frau. In Würzburg wird er 1798 Hofbaudirektor des Fürstbischofs von Würzburg. Nach Übergang des Fürstbistums an Bayern siedelt er schließlich nach München um, wo er von 1804 bis 1819 das Amt des königlich-bayerischen Hofbauintendanten innehat.

## Ausgeführte Planungen
- Koblenz: Wandfeste Ausstattung der Repräsentationsräume, Teile der Möblierung und die Innenausstattung der Kapelle im Schloss
- Koblenz: Rheintor, 1783–86
- Mainz: Akademiesaal im Schloss: Realisation und Abänderungen im Detail des Dekors, 1785–87
- Würzburg: Beletage der Domkurie Hof Grindlach
- Koblenz: Festungsbauhof, 1783–85
- Würzburg: Marktbrunnen, 1802
- Würzburg: Umgestaltung der ehemaligen Krankenkapelle zu einem Operationssaal im Portalbau des Juliusspitals, 1804[1]
- Bad Bocklet: Saalbau
- Bad Neustadt an der Saale: Kath. Pfarrkirche Mariae Himmelfahrt, Innenausbau
- Würzburg: Seminarkirche St. Michael (ehem. Jesuitenkirche), Ausbau des Chores, 1796–98
- München: Alter Herkulessaal in der Münchener Residenz (heute Max-Joseph-Saal genannt)
- München: Schloss Nymphenburg, Ausstattung der Wohnung der Königin Caroline, 1806–08
- München: Umbau des Marstalls zur Königlichen Münze, 1807–09
- München: Englischer Garten: Wasserfall, 1814/15